# 伊江島事件
伊江島事件（いえじまじけん）とは、1974年7月10日、伊江島補助飛行場において、在日米軍の演習終了後に草刈のために敷地に入った20歳の男性が、米兵に車で追い回されながら信号銃で銃撃され負傷した事件。米軍側が裁判権を行使した。

## 事件発生後の動向
1974年7月25日、沖縄県議会は「米兵による日本青年狙撃事件に関する抗議決議」を可決した。
1974年の7月29日、米軍側は加害者の公務証明書を発行した。これは日米地位協定の第17条の規定に関する問題であるが、「公務中」か否かで裁判権が日米のいずれかに属するかが問題になり、日米合同委員会で協議した後日本政府はアメリカに裁判権を認め、翌年5月7日に降格処分と罰金刑が下された。
加害者や米軍による被害者への補償はまったくなされていない。

## 外務省の見解
山崎敏夫アメリカ局長（当時）は、1975年5月7日衆議院外務委員会で裁判権を放棄した理由を次のように説明した。
1. 本事件をいつまでも未解決のままにしておくことは、加害者の処罰、被害者救済の観点から問題である。
2. 本事件における加害者の行為はさほど悪質なものとは認められない。
3. 米国政府は次に述べるとおり、本事件についてその立場をわが方に説明をしており、本件につき適正な措置がとられるものと判断される。すなわち、
  1. 米側はかかる事件の発生を遺憾とするものであり、将来の同様な事件の再発防止のため万全の措置をとった。
  2. 本事件発生直後米側は、非公式にではあるが、公務証明書を発給しない旨の意向を表明したにかかわらず、その後公務証明書を発給し、誤解を招いた点は遺憾である。
  3. 米側は加害者に対し速やかに刑事あるいは懲戒の手続、すなわち処罰のための手続をとり、その結果は日本側に通報する。
  4. 被害者に対しては補償する。
4. 本事件の解決をさらに遷延せしめることは、日米友好関係を維持する見地からも好ましくないと判断される。

その後1975年5月22日、宮澤喜一外務大臣（当時）は、衆議院沖縄及び北方問題に関する特別委員会で、以下の判断に基づき、「本件解決をさらに遷延せしめることは、日米友好関係を維持する見地からも好ましくないと判断」したと説明した。
1. 本事件をいつまでも未解決のままにしておくことは、加害者の処罰、被害者の救済等の観点から問題があること。
2. 本事件における加害者の行為については、それが許すべからざるものであることはもちろんでありますが、刑事法上懲役刑または禁錮刑の求刑に相当するとは判断されなかったこと。
3. 米国政府は、次のとおり本事件についてその立場を説明をしてまいっており、本件について適正な処置がとられるものと判断をされたこと。
  1. 米側は、かかる事件の発生を遺憾とするものであり、将来の同様な事件の再発防止のため万全の措置をとった。
  2. 本事件発生直後、米側は、非公式にではあるが、公務証明書を発給しない旨の意向を表明したにかかわらず、結果として公務証明書を発給し、そこに誤解を招いた点は遺憾と考えていること。
  3. 米側は、加害者に対し、速やかに刑事あるいは懲戒の手続、すなわち処罰のための手続をとり、その結果は日本側に通報をする。
  4. 被害者に対しては、補償をする。

「日米地位協定の考え方・増補版」は、政府が存在を認める外務省の機密文書であるが、琉球新報が独自に入手したとして高文研から刊行した同文書では、日米地位協定の第17条の解説中に「伊江島事件」に関して言及がある。